# Гонг Миру (Кременчук)
Гонг Миру — пам'ятний знак, індонезійський символ миру, встановлений в парку Миру у Кременчуці 21 вересня 2010 року. Гонг Миру — це міжнародний пацифістський проєкт, створений в 2003 році урядом Індонезії та підтриманий Міжнародною співдружністю, як реакція на теракт 2002 року — на острові Балі, у якому загинуло 202 людини із 21-ї країни світу.

## Опис
Гонг є 150-кілограмовою металевою тарілкою зі сплаву металів на основі міді. Автором є скульптор Гестіні. На Гонгу Мира зображені такі символи: дві квітки — світова рівновага, краса та радість, на зовнішньому колі Гонгу зображені прапори усіх держав світу — це символ єдності та побратимства народів світу, на внутрішньому колі 10 символів основних релігій світу: Ісламу, Юдаїзму, Християнства, Буддизму, Конфуціанства, релігій Хінду, Тао, Сіх, Шінто та різновиду вчення Хінду, що походить із острова Балі. Посередині знаходиться глобус — символ людства. Гонг Миру знаходиться в середині архітектурного комплексу з підсвіткою, що був збудований міською владою за 1 млн гривень.

## Символізм
Гонг Миру символізує мир, неприйняття ксенофобії і тоталітаризму. Звук Гонгу імітує стародавню індонезійську традицію ознаменування закінчення військових дій, інтерпретує відлуння вибуху, яке закінчує ритм і відголоски війни, і водночас подає знак кращого початку, глибокої надії та благородних ідеалів. За переказами, коли звучить Гонг Миру — духи миру прокидаються.

## Інші Гонги Миру
Гонги Миру встановлені в таких країнах як: Індія, Індонезія, В'єтнам, Китай, Мозамбік, Лаос, Польща, Ізраїль, Угорщина, США та Україна. За правилами, в подарунок країни Індонезії встановлюють лише в одному місті в окремо взятій державі, з якою в Індонезії є дружні відносини. Виготовленням самого Гонгу займається Індонезія, а транспортуванням і монтажем займається приймаюча сторона. Для українського та угорського Гонга були зроблені виключення і прибраний з композиції релігійний знак, що схожий на свастику.